# الإسلام في ماكاو

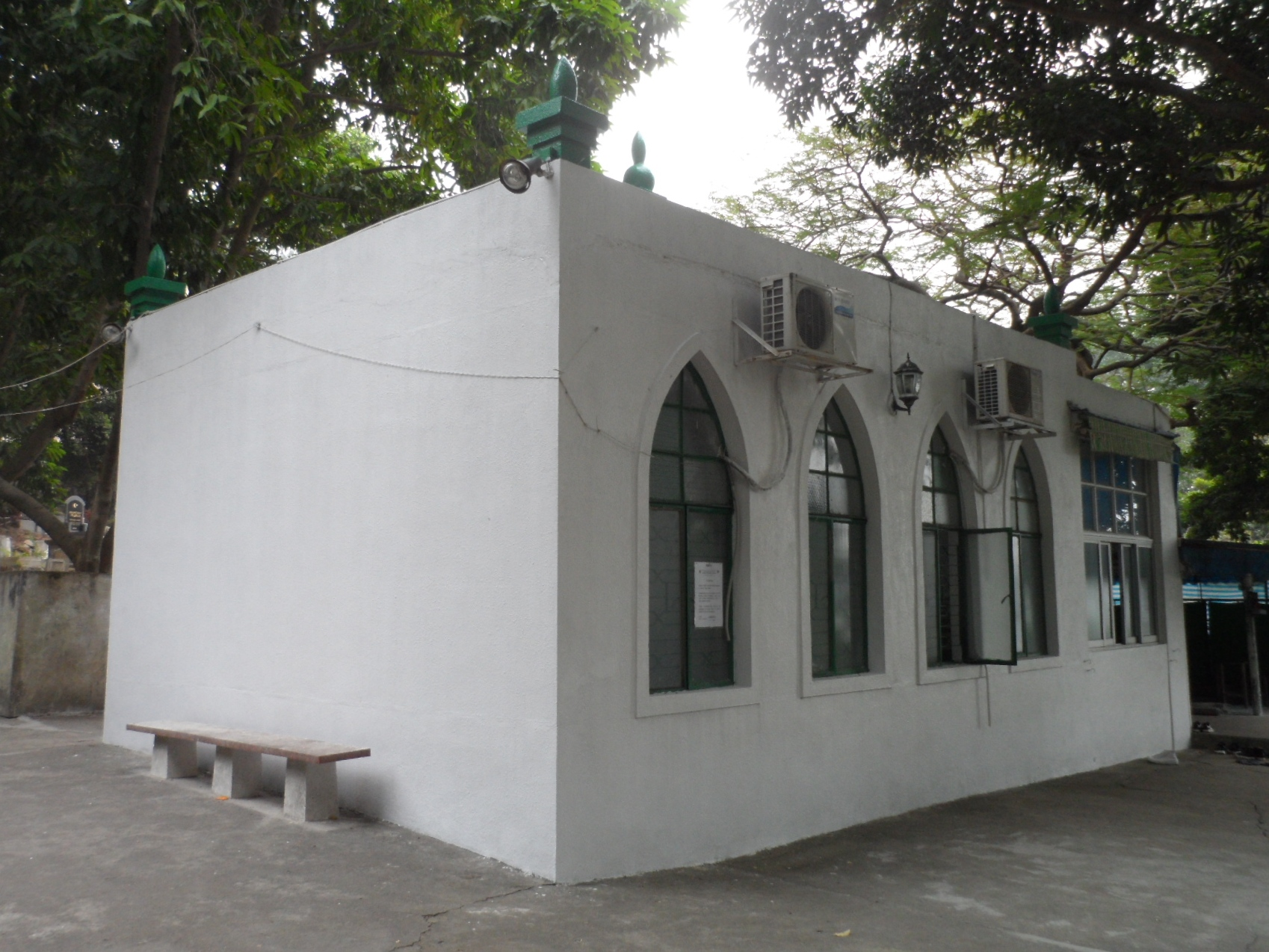
مسجد ماكاو

الإسلام في ماكاو الإسلام في ماكاو هو أقلية دينية في المنطقة، حالياً يوجد في ماكاو أكثر من 400 مسلم، يسمون أنفسهم باسم الجمعية الإسلامية بماكاو، ووفقاً للاتحاد الإسلامي في هونغ كونغ؛ يشكل مسلمي ماكاو بإضافة كل من العمال المسلمين الأجانب مجتمعين (مسلمي بنغلاديش والهند واندونيسيا وباكستان) حوالي 5,000 فرداً.

## التاريخ
قد كان الإسلام حاضرا في ماكاو منذ عهد أسرة يوان التي عاشت في الفترة بين عام 1271 إلى عام 1368، ومن المتفق عليه عموما أن الإسلام نقل إلى ماكاو من قبل التجار من العرب وبلاد فارس خلال ذلك الوقت وحتى عهد سلالة تشينغ والتي حكمت في الفترة بين عام 1644 وعام 1912، وبعض من هذه الأدلة يمكن العثور عليها في قبر مسلم قريب من أحد مساجد ماكاو وفيها بعض القبور التي تعود لمئات سنوات الماضية تعداد.
خلال الحكم البرتغالي في لماكاو، جاء العديد من المسلمين من جنوب آسيا مع الجيش البرتغالي وأسسوا مسجد في ماكاو لأداء صلاتهم.
هرب العديد من الناس من قومية هوي من جمهورية الصين إلى ماكاو البرتغالية خلال الحرب العالمية الثانية آنذاك لتجنب الدمار الذي خلفته الحرب، كثير منهم من تشاوتشينغ في محافظة كوانتونغ، وكثير منهم انتقل إلى هونغ كونغ بعد نهاية الحرب العالمية، وجاء بعض المسلمين أيضا إلى ماكاو من شمال غرب الصين بعد نهاية الحرب الأهلية الصينية في عام 1949.

## المسجد والمقبرة
لدى ماكاو حاليا مسجد واحد وهو مسجد ماكاو ويقع في 4 رمال دوس موروس في سيدتنا فاطمة باريش، وقد تم بناء المسجد في بداية 1980 من قبل الشعب المسلم من الجيل الثاني من الأجيال المسلمة أثناء حكم البرتغالية لماكاو، ويزدحم هذا المسجد وخاصة خلال يوم الأحد حيث ان معظم الموظفين يواجهون اليه أيام استراحة عملهم، كما يوجد في ماكاو مقبرة إسلامية واحدة، وتقع في نفس منطقة المسجد في سيدتنا فاطمة باريش، بعض المقابر مؤرخة منذ مئات السنين.

## الطعام الحلال
يوجد في ماكاو بعض المطاعم ومحلات بيع الطعام الحلال سواء في شبه جزيرة ماكاو أو في تايبيه، وتم إطلاق أول مطعم حلال ماكاو في عام 2012 وهو ما يسمى Taste of India at Macau Fisherman's Wharf وتقدم المأكولات الهندية والبرتغالية الحلال، وقد استغرق الأمر منهم ثلاث سنوات للحصول على شهادة الحلال.

## المنظمات الإسلامية في ماكاو

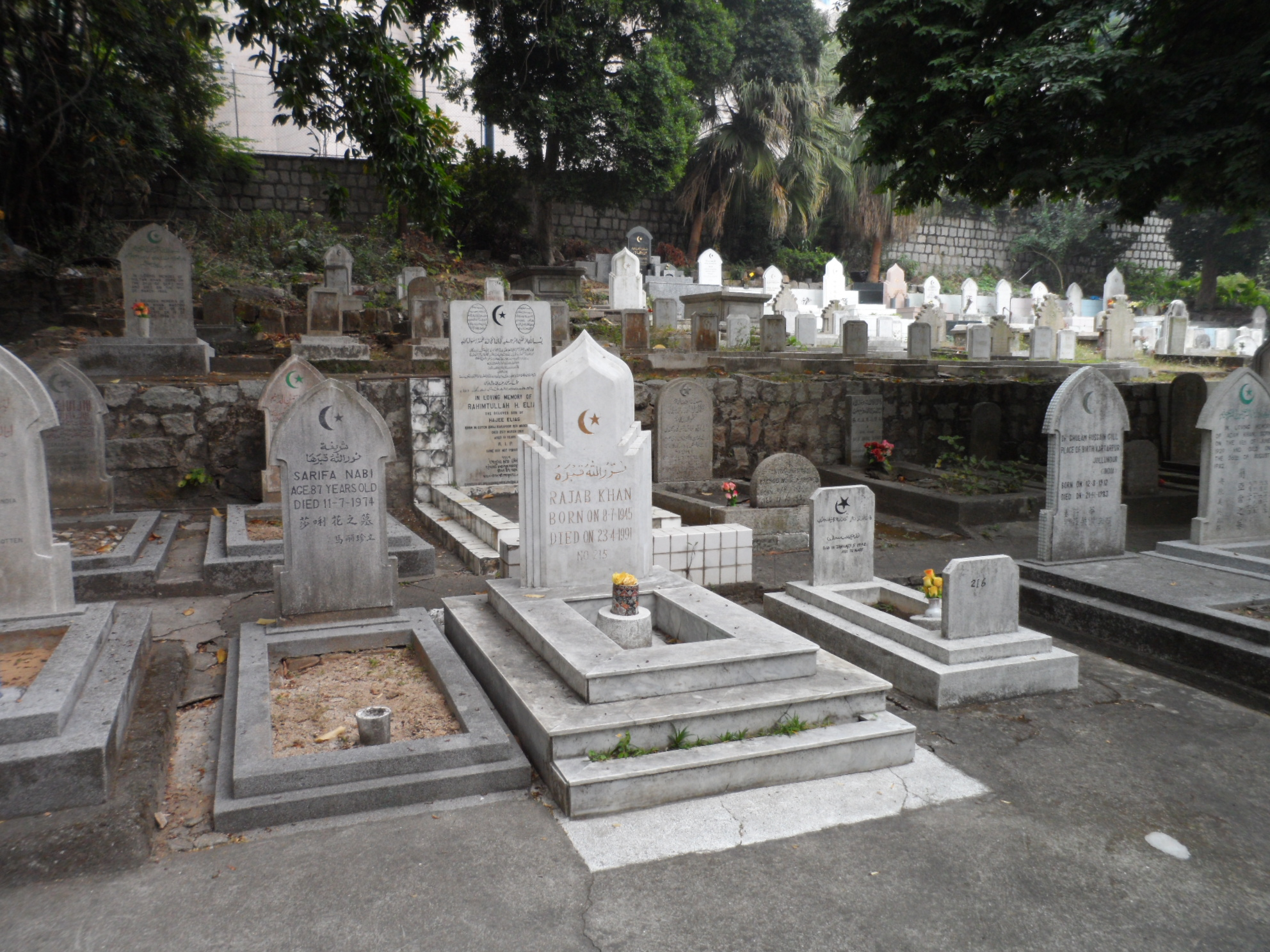
مقبرة المسلمين في ماكاو

يوجد في ماكاو منظمتين اسلاميتين تعنى بشؤون المسلمين :
- الجمعية الإسلامية في ماكاو (بالصينية: 澳門伊斯蘭會)(بالبرتغالية: Associação Islâmica de Macau‏) هي منظمة إسلامية تأسست في ماكاو في عام 1935،[16] مقر المنظمة هو نفس مسجد ماكاو،[17] ويقدم اتحاد مسلمي هونغ كونغ في هونغ كونغ الميزانية السنوية والإعانات إلى الجمعية الإسلامية حتى يتسنى للجمعية أن تستمر في رعاية مصالح المسلمين في ماكاو ونشر الإسلام في المنطقة، الرئيس الحالي للجمعية الإسلامية هو أحمد الدين خان ونائب الرئيس هو فضل أبي.
- مجموعة بيدولي للعمال المهاجرين الإندونيسيين : تأسست مجموعة بيدولي للعمال المهاجرين الإندونيسيين في عام 2009 في ماكاو، وهدف المجموعة مساعد مجموعة من العمال الاندونيسيين في ماكاو مثل شرح قانون الهجرة في ماكاو ترجمة وثائق العمل.. الخ، وتمتلك المجموعة حاليا حوالي 350 عضوا، وتقدم المجموعة دروس اللغة الإنجليزية ودورات الكمبيوتر والعديد من الأنشطة مثل زيارة دور المسنين وحملات مكافحة الإيدز واخرى.[2]

## القضايا المعاصرة
كثيرا ما تواجه المسلمين في ماكاو مشكلة إتاحة الوقت لاداء الصلاة، لأن أوقات معظمهم لديهم استراحة واحدة فقط خلال فترة عملهم، وهو لا يكفي لاداء اثنتين من الصلوات الخمس المفروضة، كما أن بعض العاملات المسلمات يواجهن في بعض الأحيان صعوبات في الحفاظ على ارتداء الحجاب أثناء وقت العمل، وعلى الرغم من أهمية هذه المشاكل الا أنها لم تكن أحد القضايا الرئيسية في ماكاو.